# Волошин Юрій Сергійович
Ю́рій Сергі́йович Воло́шин — солдат 17-ї окремої танкової бригади Збройних Сил України, учасник російсько-української війни.

## Життєпис
2008 року закінчив школу, вступив до Дніпродзержинського вищого професійного училища, здобув спеціальність «електромонтер з ремонту та обслуговування електроустаткування».
З 2011 року працював у ПАТ «Дніпровагонмаш». Призваний на строкову військову службу до ЗСУ, проходив у танкових військах. Демобілізувавшись, повернувся на попереднє місце роботи.
6 серпня 2014 року мобілізований, перебував у зоні проведення бойових дій. Навідник, 17-а окрема танкова бригада. 16 жовтня 2014-го приїздив додому на два дні, одружився.
6 листопада 2014-го загинув під час мінометного обстрілу поблизу Курахового.
Похований в Дніпродзержинську.

## Нагороди та вшанування
- Указом Президента України № 311/2015 від 4 червня 2015 року, «за особисту мужність і високий професіоналізм, виявлені у захисті державного суверенітету та територіальної цілісності України, вірність військовій присязі», нагороджений орденом «За мужність» III ступеня (посмертно).
- Розпорядженням міського голови м. Кам’янське від 11.10.2016 року нагороджений пам’ятною відзнакою міського голови – нагрудним знаком «Захисник України» (посмертно).